# Chromogobius zebratus
Chromogobius zebratus е вид лъчеперка от семейство Попчеви (Gobiidae).

## Разпространение
Видът е разпространен в Албания, Гибралтар, Гърция, Израел, Испания, Италия, Ливан, Мароко, Сирия, Турция, Франция, Хърватия и Черна гора.